# 14143 Hadfield
14143 Hadfield eller 1998 SQ18 är en asteroid i huvudbältet som upptäcktes den 18 september 1998 av Spacewatch vid Kitt Peak-observatoriet. Den är uppkallad efter den kanadensiske astronauten Chris Hadfield.